# 森賈德萊佩科雷峰

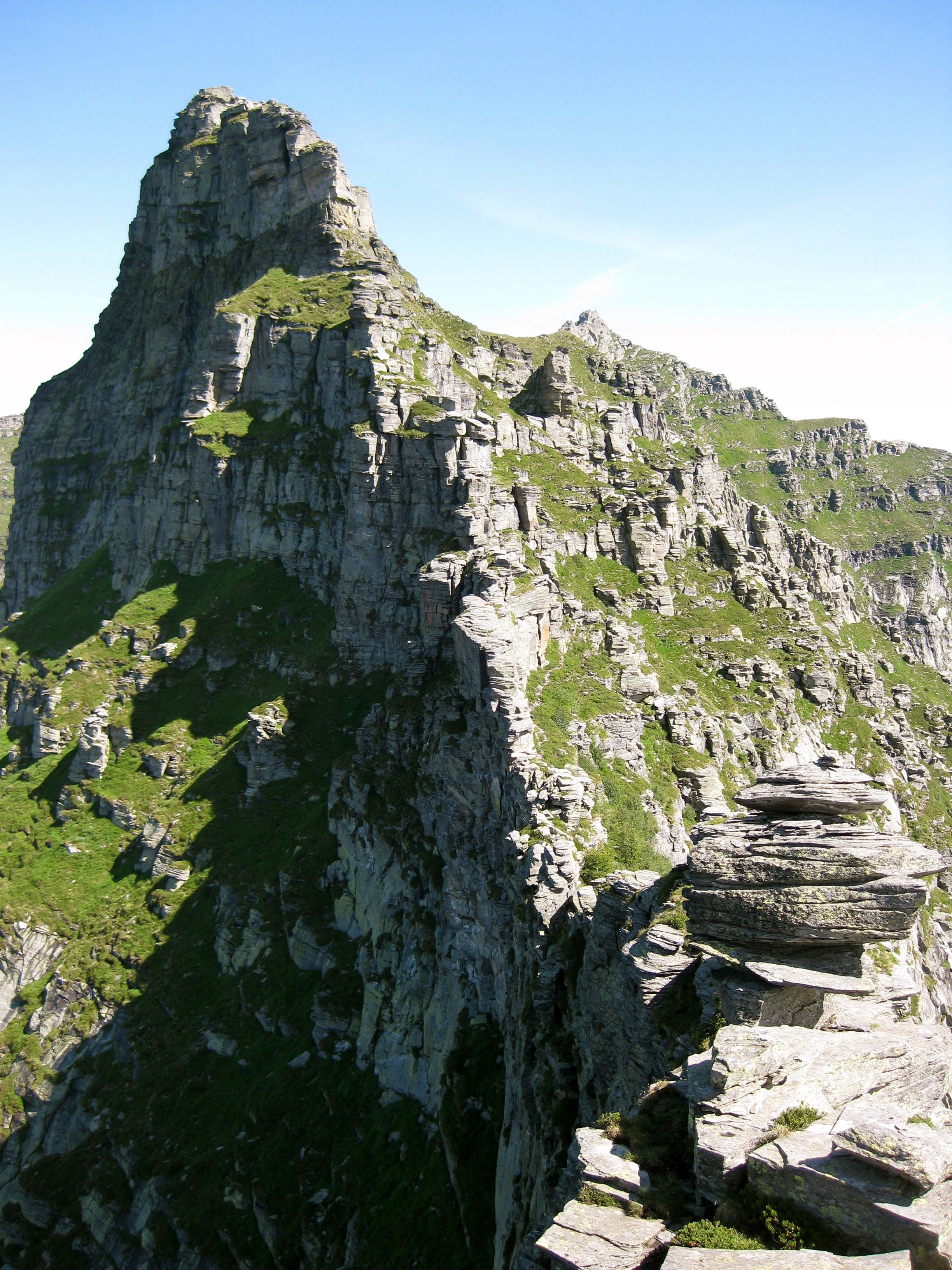

46°15′46″N 8°54′42″E / 46.262687°N 8.911779°E
森賈德萊佩科雷峰（德語：Cima della Cengia delle Pecore），是瑞士的山峰，位於該國南部，由提契諾州負責管轄，屬於勒蓬廷山的一部分，海拔高度2,393米，每年平均降雨量2,204毫米。